# Pós-hegemonia
A póshegemonia ou pós-hegemonia é um período ou situação em que já não se diz que a hegemonia funciona como o princípio organizador de uma ordem social nacional ou pós-nacional, ou das relações entre e entre os estados-nação dentro da ordem global. O conceito tem diferentes significados nos campos da teoria política, dos estudos culturais e das relações internacionais.

## Em estudos culturais
No campo dos estudos culturais, a pós-hegemonia foi desenvolvida como um conceito por vários críticos cujo trabalho aborda e critica o uso da teoria da hegemonia cultural nos escritos de Ernesto Laclau e nos estudos subalternos. George Yúdice, em 1995, foi um dos primeiros comentaristas a resumir os antecedentes do surgimento deste conceito:
A acumulação flexível, a cultura do consumo e a “nova ordem mundial da informação” são produzidas ou distribuídas (feitas para fluir) globalmente, para ocupar o espaço da nação, mas já não são “motivadas” por quaisquer ligações essenciais a um Estado, tal como corporizado, por exemplo, numa formação “nacional-popular”. As suas motivações são infra e supranacionais. Poderíamos dizer que, do ponto de vista do proscénio nacional, mantém-se uma situação pós-hegemónica. Ou seja, a “solução de compromisso” que a cultura proporcionou a Gramsci não é agora aquela que pertence ao nível nacional, mas ao nível local e transnacional. Em vez disso, a “ideologia cultural do consumismo” serve para naturalizar o capitalismo global em todo o lado [ênfase adicionada].
O conceito de pós-hegemonia está relacionado com a ascensão da “multidão” como uma força social que, ao contrário do “povo”, não pode ser capturada pela hegemonia, juntamente com os papéis do afeto e do habitus nos mecanismos de controle e agência social. A pós-hegemonia e seus termos relacionados são influenciados pelos relatos de Gilles Deleuze e Félix Guattari, Pierre Bourdieu e Michael Hardt e Antonio Negri sobre as forças supra e infranacionais que teriam tornado obsoletas as formas nacional-populares de coerção e consentimento através dos quais, para Antonio Gramsci, a hegemonia estruturou e constituiu a sociedade.
As características da pós-hegemonia como conceito correspondem estreitamente às da pós-modernidade. Assim, a teoria pós-hegemonia argumenta que a ideologia já não é uma força motriz política nos mecanismos de controlo social e que a teoria modernista da hegemonia, que depende da ideologia, já não reflete com precisão a ordem social. Alguns comentadores também argumentam que a história não é, como Karl Marx a descreveu, uma luta de classes, mas sim uma "luta para produzir classes".
O conceito de pós-hegemonia também ressoa no trabalho de teóricos pós-foucaultianos como Giorgio Agamben. Nicholas Thoburn, apoiando-se na discussão de Agamben sobre o “estado de excepção”, escreve que “é, talvez, com a reformulação da relação entre o direito e as crises e intervenções político-militares e económicas que se institui no estado de excepção que o revela-se que o tempo da hegemonia já passou."

## Nas relações internacionais
Nas relações internacionais, a pós-hegemonia refere-se ao declínio da hegemonia unilateral dos EUA. Isto foi provavelmente o resultado das dificuldades que surgiram com a política externa de estilo unilateral. Estas dificuldades incluem predominantemente o desdém; aqueles directamente afectados pelas acções hegemónicas, por vezes enérgicas, dos EUA, aqueles que assistiram às acções, e até mesmo os próprios americanos que vêem as acções do seu governo como imorais. Por exemplo, depois da Guerra do Vietname, em 1978, 72 por cento dos americanos pensavam que a guerra não era um erro, mas fundamentalmente errada e imoral. Isto exemplifica o declínio hegemónico: como poderiam os EUA manter a legitimidade das suas intervenções se os seus próprios cidadãos as consideram erradas e imorais?
A(s) potência(s) dominante(s) do mundo é(são) fluida(s), o período inicial do unilateralismo dos EUA pode ser vagamente atribuído às suas intervenções durante as guerras mundiais.[carece de fontes?] Após este período de crescente domínio dos EUA no cenário mundial,
não tem havido falta de pessoas que, desde a ascensão do programa espacial [da União Soviética] na década de 1950, até às revoluções do terceiro mundo das décadas de 1960 e 1970 no Vietname, no Irão e noutros lugares, e até à emergência do Japão, da Europa e agora a China, como grandes potências económicas, previram que o domínio, a predominância, a hegemonia dos EUA ou, em termos mais recentes, pós-Guerra Fria, a "unipolaridade", estão a diminuir.
As previsões destes indivíduos representam a fluidez do poder ao longo do tempo, através da ideia de que, durante o período em que os EUA eram inequivocamente dominantes, as pessoas ainda podiam ver o futuro inevitável, de uma mudança de poder e autoridade, no cenário mundial.

## Crítica
Entre as críticas à teoria da pós-hegemonia está a de Richard Johnson, de que ela envolve “uma redução acentuada da complexidade social”. Johnson admite que "uma conquista considerável do 'projeto pós-hegemonia' é reunir muitas características observáveis pós-11 de setembro em uma única imagem imaginativa, ao mesmo tempo em que sintetiza diferentes correntes na teoria social contemporânea." Mas ele argumenta que “é estranho, no entanto, que o resultado seja visto como o fim da hegemonia e não como um novo momento hegemónico”. Ele, portanto, apela a um rejuvenescimento do conceito de hegemonia, em vez do seu abandono.